# 南華路 (鳳山區)
南華路（Nanhua Rd.）為高雄市鳳山區的東西向道路，西起於保泰路口銜接瑞福路，東止於溪濱路、溪濱一街口續接過埤路。本道路共分成兩個部份，臨海路為分段點，其中南華一路為台88線東西向快速公路高雄潮州線的橋下平面道路。

## 行經行政區域
- 鳳山區

## 分段
南華路共分成二個部分：
- 南華路：西起於保泰路口銜接瑞福路，東於臨海路口（中山高速公路五甲交流道）接南華一路。
- 南華一路：西於臨海路口接南華路，東止於溪濱路、溪濱一街口銜接過埤路。

## 沿線設施
（由西至東）
- 南華路：
  - 聯邦商業銀行五甲分行
  - 全家便利商店華興店
  - Anytime Fitness五甲店
  - 遠傳電信鳳山南華直營門市
  - 台灣大哥大鳳山南華直營服務中心
  - 全家便利商店鳳山南華店
  - 中山高速公路372 五甲
- 南華一路：
  - 黑貓宅急便鳳山營業所
  - 保安兒童貨櫃主題公園（鳳山公12公園）
  - 保安濕地公園
  - 鳳山溪民安橋

## 相關連結
- 高雄市主要道路列表